# ولسوالی چال
چال یکی از ولسوالیهای ولایت تخار در شمال خاوری افغانستان با جمعیت نزدیک به ۲۴۵۹۶ نفر است.

## موقعیت جغرافیایی
چال ۳۳۱ کیلومتر مساحت دارد که نسبتاً معادل مساحت جزیره کومودو است. رود اصلی که از این ولسوالی می گذرد، رود چال است که از شاخه‌های رود خان‌آباد است. چال از شمال با ولسوالی تالقان، از شرق با ولسوالی نمک‌آب، از جنوب شرقی با ولسوالی گذرگاه نور، از جنوب با ولسوالی اشکمش و از غرب با ولسوالی بنگی همسایه است. گذرگاهی با تمام ولسوالی‌های دیگر در ولایت تخار و ولایت بغلان ارتباط دارد.
۵۸ روستا در چال قرار دارد.

## جمعیت‌شناسی
جمعیت این ولسوالی ۳۴۵۹۶ نفر و نسبت جنسیتی آن ۲۴ مرد به ازای هر۲۰ زن است. میانگین سنی ۱۶.۵ سال و حدود ۴۰ درصد از جمعیت شاغل هستند. ۱۰ درصد از بیکاران جویای کار هستند. این ولسوالی دارای حدود ۵۰۰۰ خانوار با جمعیت متوسط حدود ۶.۳ نفر است.